# Rue Louis-Vestrepain
La rue Louis-Vestrepain (en occitan : carrièra Loís Vestrepan) est une voie publique de Toulouse, chef-lieu de la région Occitanie, dans le Midi de la France. Elle marque la limite entre les quartiers de Bagatelle, au sud, et de La Cépière, au nord, puis traverse les quartiers de Fontaine-Lestang et des Arènes, tous quatre dans le secteur 2 - Rive gauche.

## Situation et accès

### Voies rencontrées
La rue Louis-Vestrepain rencontre les voies suivantes, dans l'ordre des numéros croissants (« g » indique que la rue se situe à gauche, « d » à droite) :
1. Rond-point Louis-Vestrepain
2. Rue Nicolas-Louis-Vauquelin - accès piéton
3. Rue du Cher (d)
4. Place Marina-Ginestà (g)
5. Rue Joachim-Du Bellay (g)
6. Rue du Lot (d)
7. Place Louis-Campan (g)
8. Rue de la Charente (d)
9. Chemin Abadie (g)
10. Rue de la Gironde (d)
11. Rue Buffon (g)
12. Rue de la Gironde (d)
13. Rue du Gard (g)
14. Chemin de Bagatelle (d)
15. Rue de l'Aspin (d)
16. Rue du Gard (g)
17. Rue Jules-Tellier (g)
18. Rue du Mont-Dore (d)
19. Rue Henri-Dunant (d)
20. Rue Descoins-Tinard (g)
21. Rue du Docteur-Jean-Bernardbeig (g)
22. Avenue Lamartine (g)
23. Rue Henri-Desbals
24. Rue de la Meurthe - accès piéton (d)
25. Rue de la Moselle - accès piéton (d)
26. Rue Jacques-Gamelin (d)
27. Place Parfait-Dalquier (d)
28. Rue du Quatre-Septembre (g)
29. Rue Mozart (d)
30. Boulevard Déodat-de-Séverac

### Transports

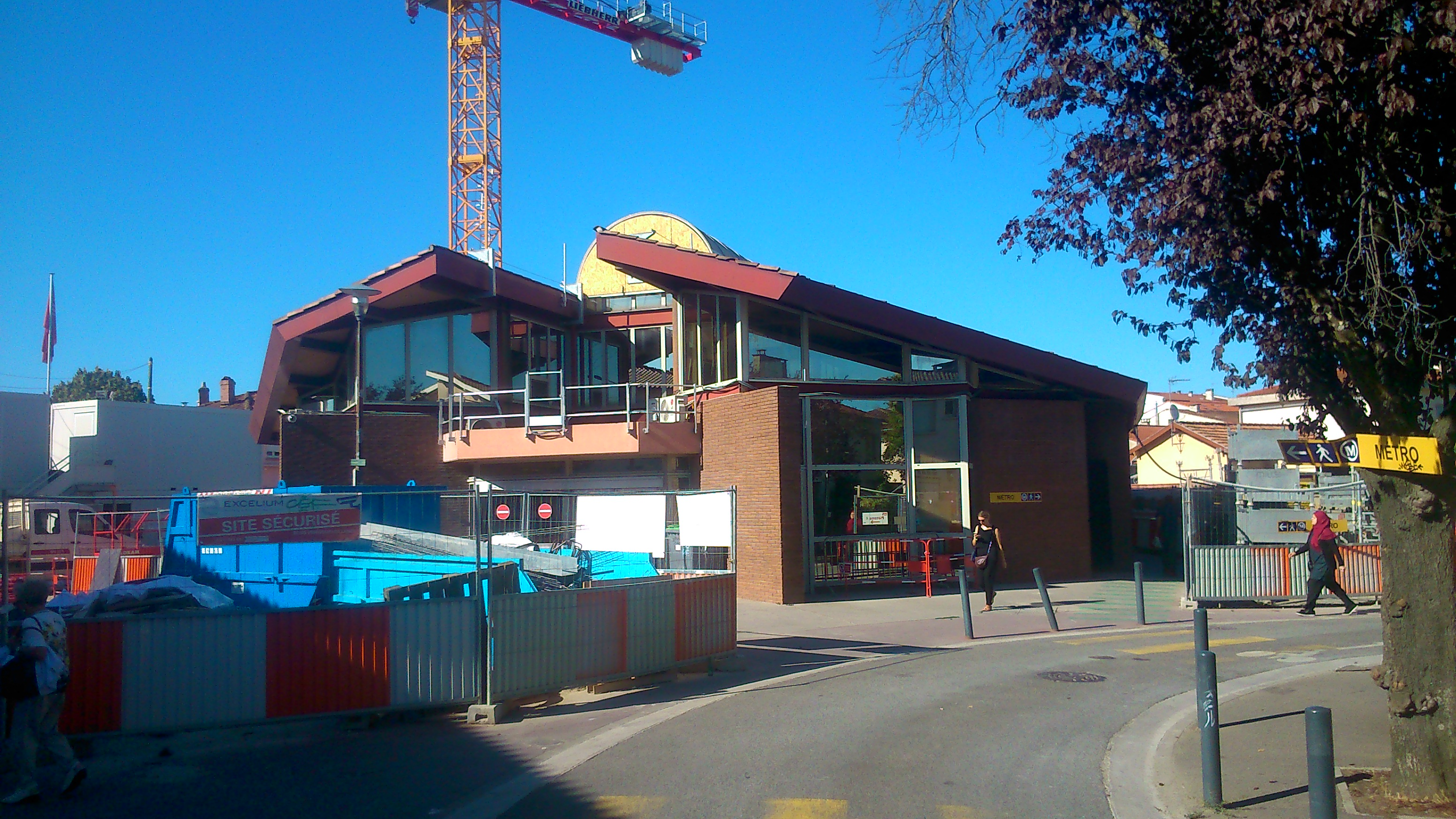
La station de métro Fontaine-Lestang en travaux en 2018.

La rue Louis-Vestrepain est parcourue et desservie sur presque toute sa longueur, entre la rue du Lot et le boulevard Déodat-de-Séverac, par la ligne de bus 13. Au carrefour de la rue Henri-Desbals se trouve de plus la station Fontaine-Lestang de la ligne de métro . Enfin, au carrefour du boulevard Déodat-de-Séverac se trouvent la station Déodat-de-Séverac des lignes de tramway  , ainsi que les arrêts de la ligne de bus 34.
La rue Louis-Vestrepain est également équipée de plusieurs stations de vélos en libre-service VélôToulouse : les stations no 141 (237 rue Henri-Desbals) et no 254 (rue du Lot).

## Odonymie
La rue porte le nom de Louis Vestrepain (1809-1865), le « poète-bottier » de Toulouse. Fils de cordonnier, il fut cordonnier lui-même et avait sa boutique dans la rue de la Pomme (actuel no 61 de 1840 à 1855, puis actuel no 30 de 1855 à 1862). Il fut également poète autodidacte et composa plusieurs œuvres en occitan, où il croqua la vie et les travers de la société toulousaine sous le Second Empire. En 1898, le sculpteur Henry Parayre fit sa statue, à partir d'un original en argile d'Antonin Mercié, qui fut placée dans le square Édouard-Privat, avant d'être déplacée en 1967 dans le jardin du Grand Rond. 
Jusqu'au XIXe siècle, la rue était le chemin des Arcs, comme la rue des Arcs-Saint-Cyprien qui la prolonge à l'est. Ce nom lui est déjà connu à la fin du XVe siècle (camin dels Arcz en occitan médiéval, 1468). Il lui venait des arcs, vestiges de l'aqueduc de Lardenne, construit au Ier siècle, qui alimentait la cité romaine en eau potable. En 1882, comme la barrière de l'octroi était établi à l'ouest du faubourg de la Patte-d'Oie (actuel boulevard Déodat-de-Séverac), la partie est du chemin devint la rue des Arcs-Saint-Cyprien, la partie ouest la rue des Arcs-Saint-Cyprien-prolongée. En 1911, la municipalité de Raymond Leygue décida de donner à cette dernière le nom de Louis Vestrepain.

## Patrimoine et lieux d'intérêt

### Écoles maternelles et primaires
- no  7-7 bis : écoles maternelle et élémentaire Pierre-de-Ronsard. 
Le groupe scolaire Pierre-de-Ronsard, qui comprend une école maternelle et école élémentaire, est construit dans les années 1960 pour accueillir les enfants du quartier de Bagatelle, dont la population est en forte croissance. En 2010, une classe de l'école est touchée par un incendie criminel[4]. En 2011, le groupe scolaire est rénové par l'atelier d'architecture Philippe Guilbert : les travaux incluent l'amélioration de l'isolation phonique et thermique, une mise en conformité avec les normes d'accessibilité et le désamiantage de certains matériaux anciens. Les façades bénéficient d'une isolation extérieure, protégée par une vêture de façade, tandis que les menuiseries extérieures sont remplacées par des profilés aluminium[5],[6].

- école élémentaire Étienne-Billières. 
L'école de garçons et l'école de filles du quartier Fontaine-Lestang est construite entre 1938 et 1940, sur les plans de l'architecte de la ville, Jean Montariol, une dizaine d'années après la réalisation de la cité-jardin de Fontaine-Lestang (démolie, emplacement des actuels no 1 à 23 et no 2 à 22 rue de Caen). Le groupe scolaire intègre une salle des fêtes et de réunions pour les œuvres post-scolaires. Il s'agrandit encore en 1949 d'une salle de gymnastique et d'une salle de garderie[7],[8].

### Immeubles et maisons
- no  35 : immeuble[9].

- no  50 : maison[10].

- no  91 : maison (1962)[11].

### Espaces verts
- Parc du Couserans.
- Jardin Vestrepain.